# 비비카 A. 폭스
비비카 A. 폭스(Vivica A. Fox, 1964년 7월 30일 ~ )는 미국의 배우이다.

## 출연 작품
- 트루 투 더 게임 2 (2020)
- 레브 (2020)
- 싸이코 남자친구 (2019)
- 케어테이커 (2018)
- 스피시즈2060 (2018)
- 갈릭 앤 건파우더 (2017)
- 트루 투 더 게임 (2017)
- 인디펜던스 데이: 리써전스 (2016)
- 카터 하이 (2015)
- 좋은 놈, 나쁜 놈, 죽은 놈 (2015)
- 6 웨이 투 다이 (2015)
- 초콜릿 시티 (2015)
- 골든 슈즈 (2015)
- 살인게임 (2015)
- 샤크스톰2: 샤크네이도 (2014)
- 외인부대: 암살자들 (2014)
- 이츠 낫 유, 이츠 미 (2013)
- 코트 온 테이프 (2013)
- 라인 오브 듀티 (2013)
- 크로스타운 (2013)
- 메리 크리스마스 (2013)
- 홈런 (2013)
- 닥터 벨로 (2013)
- 솔리드 스테이트 (2012)
- 인 더 하이브 (2012)
- 쿡아웃 2 (2011)
- 서칭 포 엔젤스 (2011)
- 어 홀리데이 헤이스트 (2011)
- 치퍼 투 킵 헐 (2011)
- 원 아웃 오브 세븐 (2011)
- 트랩드: 헤이션 나이츠 (2010)
- 랜드 오브 더 애스트로너츠 (2010)
- 스쿠비 두! 미스테리 인코퍼레이트 (2010)
- 헐리우드 & 와인 (2010)
- 정크야드 독 (2010)
- 미스 노바디 (2010)
- 샤크 시티 (2009)
- 슬래민 새먼 (2009, The Slammin' Salmon)
- 커버 (2008)
- 메이저 무비 스타 (2008)
- 토끼와 거북이 패밀리가 떴다 (2008)
- 업 클로즈 위드 캐리 키건 (2007)
- 키킨 잇 올드 스쿨 (2007)
- 하드코 : 라스트 미션 (2006)
- 스타와 춤을 (2005)
- 겟팅 플레이드 (2005)
- 살롱 (2005)
- 블래스트 (2004)
- 헤어 쇼 (2004)
- 킬 빌 - 2부 (2004)
- 엘라 인챈티드 (2004)
- 지미 키멜 라이브! (2003)
- 라이드 오어 다이 (2003)
- 킬 빌 - 1부 (2003)
- 미싱 (2003)
- 카슨 데일리 쇼 (2002)
- 보트 트립 (2002)
- 슈팅 히어로 주와나 (2002)
- 리틀 시크릿 (2001)
- 투 캔 플레이 댓 게임 (2001)
- 킹덤 컴 (2001)
- 더블 테이크 (2001)
- 록의 전설 지미 헨드릭스 (2000)
- 더 레이트 레이트 쇼 위드 크레이그 킬본 (1999)
- 팅글 부인 가르치기 (1999)
- 크레이지 핸드 (1999)
- 바보들의 사랑 (1998)
- 더블 데이트 대소동 (1997)
- 쏘울 푸드 (1997)
- 배트맨 4 - 배트맨과 로빈 (1997)
- 돈 비 어 메니스 투 사우스 센트럴 와일 드링킹 유어 쥬스 인 더 후드 (1996)
- 더 데일리 쇼 위드 존 스튜어트 (1996)
- 셋 잇 오프 (1996)
- 인디펜던스 데이 (1996)
- 터스키기 에어맨 (1995)
- 7월 4일생 (1989)
- 더 영 앤 더 레스트리스 (1973)
- 우리 생애 나날들 (1965)